# 博斯特尔-霍恩拉登
博斯特尔-霍恩拉登是德国石勒苏益格－荷尔斯泰因州的一个市镇。总面积14.88平方公里，总人口2308人，其中男性1151人，女性1157人（2011年12月31日），人口密度155人/平方公里。